# Ґлендово
Ґлендово (пол. Ględowo, нім. Lichtenhagen) — село в Польщі, у гміні Члухув Члуховського повіту Поморського воєводства.
Населення — 666 осіб (2011).
У 1975-1998 роках село належало до Слупського воєводства.

## Демографія
Демографічна структура станом на 31 березня 2011 року:
|          | Загалом | Допрацездатний вік | Працездатний вік | Постпрацездатний вік |
| -------- | ------- | ------------------ | ---------------- | -------------------- |
| Чоловіки | 326     | 74                 | 234              | 18                   |
| Жінки    | 340     | 76                 | 210              | 54                   |
| Разом    | 666     | 150                | 444              | 72                   |